# Katharina Mo-Berge
Katharina Louise Mo-Berge (* 28. August 1944 in Trondheim) ist eine ehemalige norwegische Skilangläuferin und Orientierungsläuferin.

## Werdegang
Mo-Berge, die für den Sportsklubben Freidig startete, belegte bei den nordischen Skiweltmeisterschaften 1966 in Oslo den 22. Platz über 5 km. Bei ihrer ersten Olympiateilnahme im Februar 1968 in Grenoble lief sie auf den 17. Platz über 10 km. Im folgenden Jahr errang sie bei den Lahti Ski Games den zweiten Platz mit der Staffel. Bei den nordischen Skiweltmeisterschaften 1970 in Vysoké Tatry kam sie auf den 28. Platz über 10 km und errang im selben Jahr bei den Svenska Skidspelen in Falun den zweiten Platz mit der Staffel. Bei den Olympischen Winterspielen 1972 in Sapporo belegte sie den 29. Platz über 10 km und den 17. Rang über 5 km. Anfang März 1972 lief sie bei den Lahti Ski Games auf den dritten Platz mit der Staffel. Ihre letzten internationalen Rennen absolvierte sie bei den nordischen Skiweltmeisterschaften 1974 in Falun. Dort kam sie auf den 17. Platz über 5 km und auf den sechsten Rang mit der Staffel. Bei norwegischen Meisterschaften siegte sie im Jahr 1972 über 5 km und 10 km und von 1971 bis 1975 fünfmal in Folge mit der Staffel von Sportsklubben Freidig. Zudem wurde sie bei norwegischen Meisterschaften dreimal Dritte mit der Staffel (1965, 1967, 1976), jeweils zweimal Dritte über 5 km (1969, 1970), über 10 km (1967, 1970) und einmal Zweite über 10 km (1969).
Im Orientierungslauf nahm sie an den Weltmeisterschaften 1968 in Linköping teil. Dort errang sie den 12. Platz.